# Peter Strudel

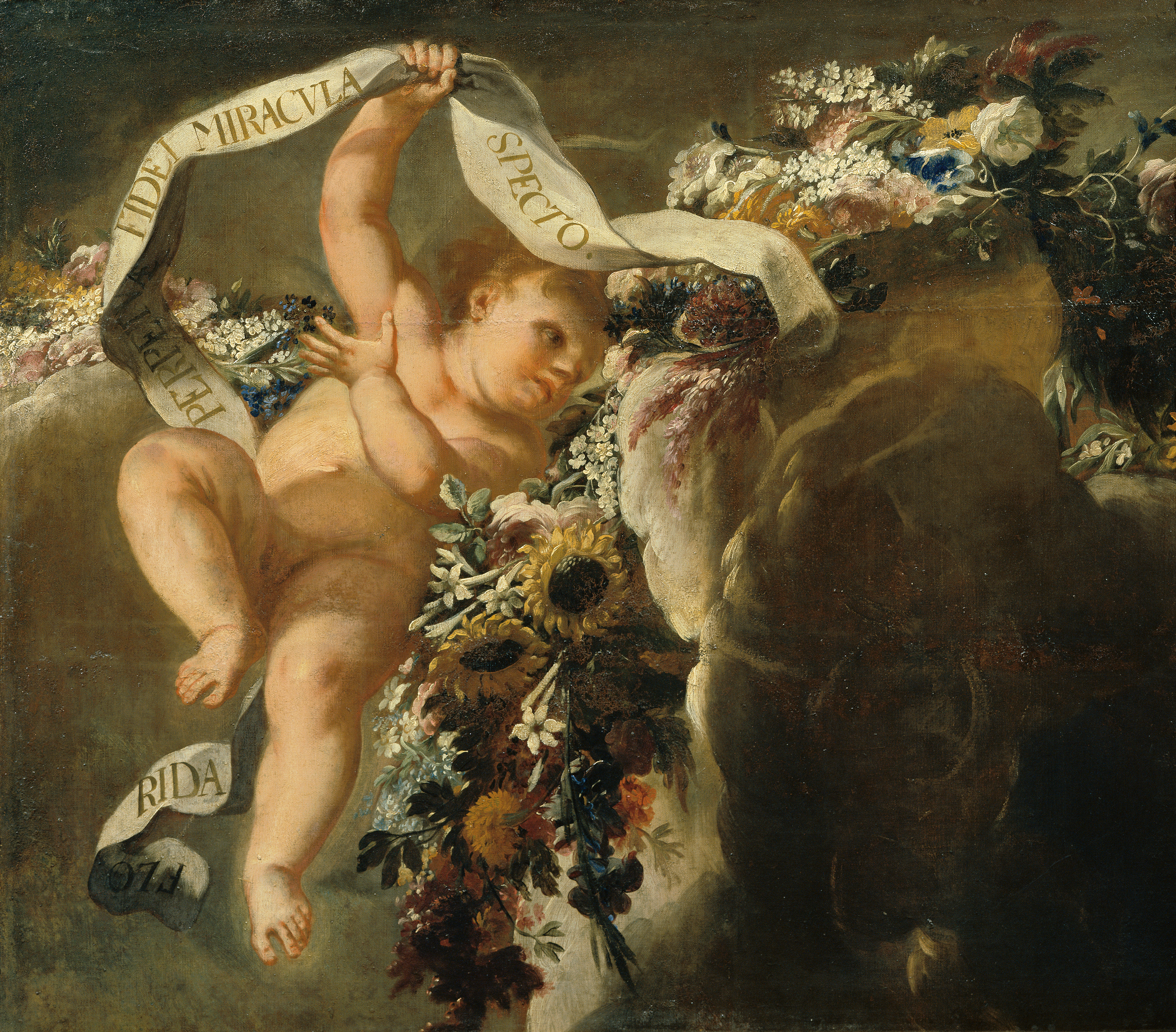
Putto mit Blumengewinde und Spruchband, 1698/1699, Belvedere, Wien

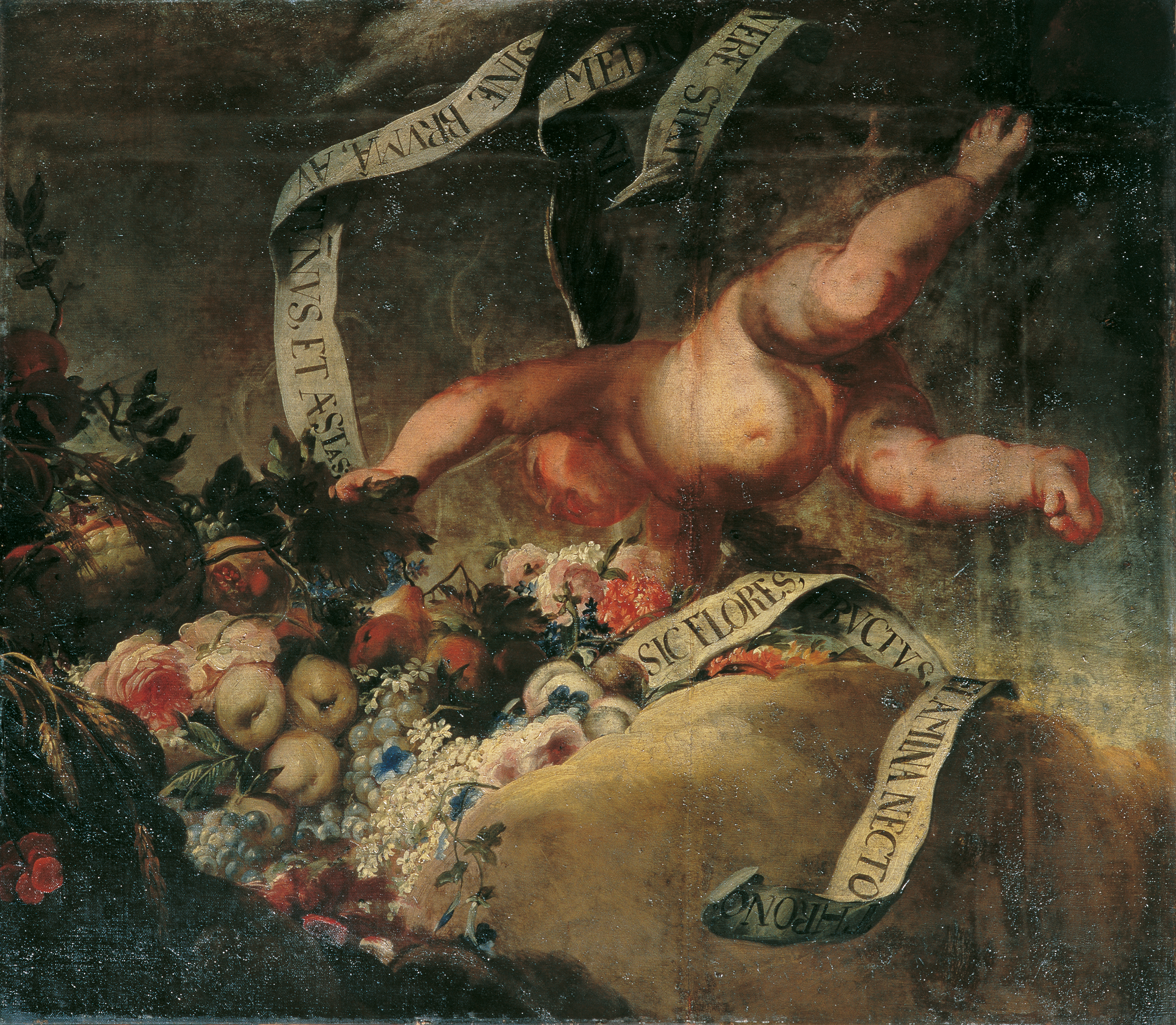
Zwei Putti mit Blumen, Früchten und Spruchband, 1698/1699, Belvedere, Wien

Peter Strudel oder Strudl bzw. Peter Freiherr von Strudel (* um 1660 in Cles (Trentino); † 4. Oktober 1714 in Wien) war ein österreichischer Bildhauer und Maler. In Wien war er Hofmaler.

## Leben
Zwischen 1676 und 1686 kam Strudel an den Hof in Wien und bekam dort zusammen mit seinem Bruder Paul Strudel eine Anstellung als kaiserlicher Hof- und Kammermaler. Um 1690 kaufte er in der Vorstadt, auf dem „Rücken der Schottenpoint“ ein Grundstück vom „gewesten kayserlichen Hatschieren-Rottmeister“ Romanus Bernhard Tschagon und seiner Frau Marie Polixena. Dort ließ er den Strudelhof erbauen.

### Begründer einer der ältesten Kunstakademien Mitteleuropas
1688 gründete er darin eine private Kunstschule, die erste allgemeine Ausbildungsstätte für Künstler außerhalb der Zunftordnungen, nach dem Vorbild der Accademia di San Luca (1593) und der Pariser Académie Royale (1648). Für diese Schule können ab 1692 staatliche Unterstützungszahlungen nachgewiesen werden. 1701 wird Strudel (Praefectus Academiae Nostrae) zum Reichsfreiherrn ernannt. Auf Wunsch Kaiser Joseph I. wurde diese Schule ab 1705 als Kayserliche Academie geführt. Allerdings endete die Tätigkeit der Akademie mit dem Tod ihres Gründers. 1726 erfolgte aber eine Neugründung durch Jacob van Schuppen als „K.k. Hofakademie der Maler, Bildhauer und Baukunst“, welche bis heute besteht. Peter Strudel gilt als Begründer einer der ältesten Kunstakademien Mitteleuropas (Akademie der bildenden Künste Wien).

### Palais Strudlhof
Schon ein Jahr vor dem Tod Strudels wurde der Strudelhof als Pesthaus benutzt, wo die an der Seuche Erkrankten versorgt wurden und in den Kontumaz-Rayon einbezogen. Nach mehreren Besitzerwechsel wurde das Haus 1795 und 1873 abgerissen. Das neu erbaute und noch immer bestehende Haus behielt den Namen Palais Strudelhof (1090 Wien, Strudelhofgasse 10). In ihm wurde 1914 das Ultimatum an Serbien unterschrieben, welches den Ersten Weltkrieg auslöste und 1970 fanden darin die Abrüstungsgespräche zwischen der UdSSR und USA statt (SALT I). Bis es 1999 zum heutigen Konferenzpalais umgebaut wurde, wurde es als Botschaft von Katar genutzt.

### Habsburger-Ahnengalerie
Ähnlich dem Schaffen seines Bruders Paul war auch Peter Strudel dem Stil von Gian Lorenzo Bernini verhaftet. Die meisten Statuen schuf Peter Strudel zusammen mit seinem Bruder Paul. Nach dem Tod seines Bruders Paul (1708) wurde ihm die Weiterführung der Arbeiten an der Habsburger-Ahnengalerie übertragen. Bis zu seinem Tode schuf er fünfzehn Statuen, teilweise im Prunksaal der Österreichischen Nationalbibliothek in der Hofburg.
Im Alter von ungefähr 55 Jahren starb Peter Strudel am 4. Oktober 1714 in Wien.
Im 9. Wiener Gemeindebezirk erinnern noch heute die Strudlhofgasse vor seinem Grundstück, die durch Heimito von Doderers gleichnamigen Roman berühmt gewordene Strudlhofstiege in dieser Gasse und das Palais Strudlhof an ihn.

## Werke
- 1695 – Gemälde Heiliger Antonius, Pfarrkirche Kaiserebersdorf, Wien
- 1695 – Gemälde Heiliger Franz Xaver, Pfarrkirche Kaiserebersdorf, Wien
- 1695 – Gemälde Heiliger Sebastian, Pfarrkirche Kaiserebersdorf, Wien
- 1688 – Altarbilder in Garsten
- 1690 – Altarbilder für die Seitenkapellen in der Stiftskirche Klosterneuburg
- um 1695 – Gemälde Glorie des Heiligen Laurentius, seit 1872 in der Währinger Pfarrkirche in Wien
- 1699 – Altarbilder der Rochuskirche in Wien
- 1700 – Statuen der habsburger Herrscher im Kuppelraum der Nationalbibliothek
- 1700 – Statuen der habsburger Herrscher im Schloss Laxenburg
- um 1706 – Altartafel im Würzburger Dom für den Bruno-Altar (Mantelspende des hl. Martin), die jedoch am 16. März 1945 verbrannte.[1]